# Acanthurus nigricans
Acanthurus nigricans е вид лъчеперка от семейство Acanthuridae.

## Разпространение
Видът е разпространен в Австралия, Американска Самоа, Британска индоокеанска територия (Чагос), Бруней, Вануату, Виетнам, Галапагоски острови, Гуам, Еквадор, Източен Тимор, Индонезия, Кирибати (Гилбъртови острови, Лайн и Феникс), Китай, Кокосови острови, Колумбия, Коста Рика, Малайзия, Малки далечни острови на САЩ (Атол Джонстън, Лайн, Мидуей, Остров Бейкър, Уейк и Хауленд), Маршалови острови, Мексико, Микронезия, Науру, Ниуе, Нова Каледония, Остров Рождество, Острови Кук, Палау, Панама, Папуа Нова Гвинея, Параселски острови, Провинции в КНР, Самоа, САЩ (Хавайски острови), Северни Мариански острови, Сингапур, Соломонови острови, Острови Спратли, Тайван, Тайланд, Токелау, Тонга, Тувалу, Уолис и Футуна, Фиджи, Филипини, Френска Полинезия и Япония.